# 鄭元禧
鄭元禧（？年—？年），字天禧，號玄錫，扬州府仪真县人。明朝末年政治人物。

## 生平
原籍歙县長齡橋人，长龄鄭氏家族是侨居扬州的徽州大盐商。曾祖郑良铎为迁扬一世祖，其子郑景濂携其母程氏与其弟國寶、景淳迁居扬州，各派子孙以景濂为二世祖。景濂次子郑之彦（字仲隽，号東里，1570—1627年）是长龄郑氏最有成就的一位商人，被衆盐商推为“盐荚祭酒”，是名副其实的盐商领袖。之彦四子：元嗣（字长吉）、元化（字赞可）（接手盐商）、元勋（字超宗，1603—1644年）（崇祯十六年进士）、四子侠如（字士介，号俟庵，1610—1673年）。
鄭元禧是郑之彦之侄，中天啓七年（1627年）丁卯科應天府乡试舉人，崇祯四年（1631年）辛未科进士。兵部观政，未仕。